# Segreto amore (singolo)
Segreto amore è un singolo di Renato Zero pubblicato nel 2010, primo e unico singolo che anticipa l'uscita della omonima raccolta Segreto amore. Nella raccolta omonima è anche il primo brano, oltre che uno dei due inediti (l'altro è Roma).

## Tracce
1. Segreto amore – 4:44